# Agia Paraskevi (Germasogia)
Agia Paraskevi (griechisch Αγία Παρασκευή) ist ein Stadtteil der Stadt und Gemeinde Germasogia im Bezirk Limassol auf Zypern.

## Lage und Umgebung

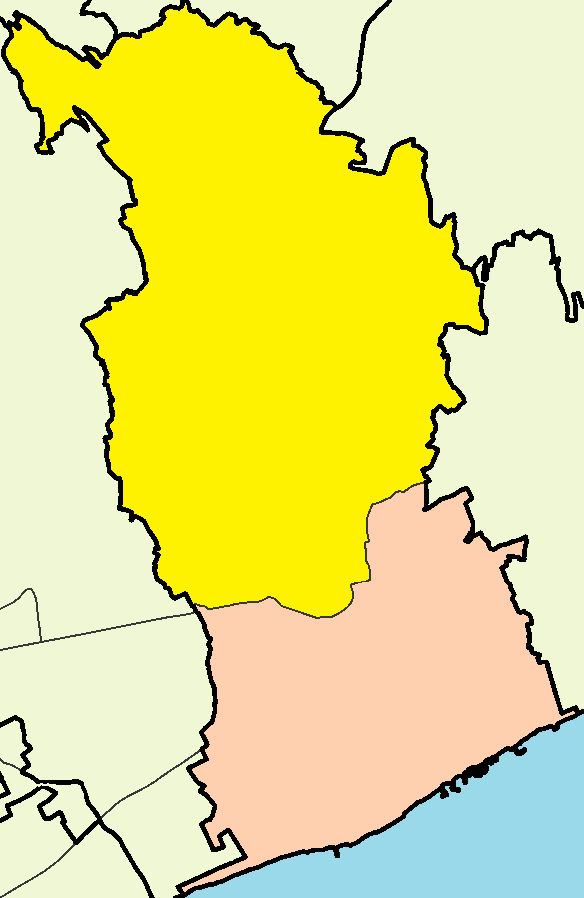
Lage in Germasogia

Agia Paraskevi ist der nördliche Stadtteil von Germasogia und auch der größere der beiden. Er hat allerdings keinen Küstenabschnitt auf seinem Gebiet. Im Süden grenzt es an den anderen Stadtteil Potamos, im Westen an Agios Athanasios, im Norden an Mathikoloni und Akrounda, im Nordosten an Finikaria und im Osten an Mouttagiaka.

## Geschichte
Ursprünglich wurde Germasogia als Dorf in dem Gebiet gegründet, das heute den Stadtteil Agia Paraskevi umfasst. In der Gegend wurden viele prähistorische Gräber ausgegraben. Es wurden jedoch keine Siedlungsspuren gefunden, so dass nicht bekannt ist, wann es besiedelt wurde. Laut Louis de Mas Latrie war Germasogia zur Zeit der fränkischen Besetzung eines der Dörfer der „Großkommandantur“ der Templerorden. Heute ist der Stadtteil Agia Paraskevi das historische Zentrum der Gemeinde.

## Bevölkerung
Bei der letzten Bevölkerungszählung im Jahr 2011 wurden 3.556 Einwohner in Agia Paraskevi gezählt und in Germasogia insgesamt 13.421.